# ألان كوستا
ألان كوستا (بالبرتغالية: Alan Henrique Costa‏) (31 أكتوبر 1990 باراراكوارا في البرازيل - ) هو لاعب كرة قدم برازيلي في مركز الدفاع. لعب مع نادي إنترناسيونال ونادي ساو بينتو الرياضي ونادي فيروفياريا.

## وصلات خارجية
- ألان كوستا على موقع قاعدة بيانات كرة القدم.إي يو (الإنجليزية)
- ألان كوستا على موقع Soccerway.com (الإنجليزية)
- ألان كوستا على موقع AS.com (الإسبانية)